# Lepidophyma dontomasi
Lepidophyma dontomasi är en ödleart som beskrevs av Smith 1942. Lepidophyma dontomasi ingår i släktet Lepidophyma och familjen nattödlor. IUCN kategoriserar arten globalt som otillräckligt studerad. Inga underarter finns listade i Catalogue of Life.
Arten förekommer vid berget Cerro Lachiguiri i delstaten Oaxaca i Mexiko. Den hittades vid 2200 meter över havet. Regionen är täckt av barrskog och gräsmark.